# Pełahijiwka (obwód doniecki)
Pełahijiwka (ukr. Пелагіївка) – osiedle typu miejskiego na Ukrainie, w obwodzie donieckim, w faktycznie niefunkcjonującym rejonie gorłowskim, od 2014 pod kontrolą marionetkowej, zależnej od Rosji Donieckiej Republiki Ludowej. W 2001 liczyło 18 176 mieszkańców.